# Таймасин
«Таймасин» (яп. 魔殺ノート退魔針 массацу нотэ таимасин), также известная как Taimashin (яп. 退魔針) — манга, нарисованная Мисаки Сайто (斎藤岬) по сценарию японского писателя Хидэюки Кикути.
Манга была лицензирована в США ADV Manga, но выпуск был прекращен после выхода единственного тома в 2004 году. В России права на публикацию приобрела «Фабрика комиксов».

## Сюжет
Когда ничего не подозревающие жертвы оказываются захвачены злыми духами, помочь им можешь лишь доктор Тайма, владеющий особой техникой акупунктуры. Он способен пользоваться чудодейственными иглами «таимасин», которые изгоняют зловредных духов и даже управляют потоком энергии ци.

## Публикация
В Японии «Таймасин» выходила в издательстве Scholar (スコラ) под лейблом Scholar Comics Burger (バーガーＳＣ) с 1995 по 1999 год. Всего было опубликовано 7 томов до банкротства этой компании.
Затем издание перешло к Sony Magazines, которая под лейблом Birz Comics выпустила восьмой том и заново все тома с первого по седьмой в июле 1999 года, а затем заключительные тома 9, 10 и 11 в 2000—2001 годах.
В настоящее время правами на мангу владеет компания Gentosha Comics, переиздавшая её в 2001—2002 годах в семи томах, с подзаголовком «Special Ban» (яп. 魔殺ノート退魔針スペシャル版 массацу нотэ таимасин супэсяру бан). В 2007 году последовало очередное переиздание, в формате бункобон и с оригинальным заголовком.
Taimashin Mashin, или Massatsu Note Taimashin Mashin Taidou-hen (яп. 魔殺ノート退魔針魔針胎動篇), — сиквел манги, нарисованный тем же автором — Мисаки Сайто. Шесть томов этой манги публиковались Gentosha Comics под лейблом Birz Comics с 2001 по 2004 год. Позднее была переиздана в трёх томах формата бункобон. Сюжетно Taimashin Mashin является продолжением первой части.
24 мая 2004 года Gentosha Comics выпустила официальное руководство для фанатов манги Taimashin Housaikyuu (退魔針宝彩宮).
Также в издательстве Media Factory выходит Taimashin: The Red Spider Exorcist (яп. 退魔針 紅虫魔殺行 Taimashin Akamushi Masatsukou) корейского автора Син Йон Гван (кор. 신용관, японское прочтение シン・ヨンカン — [син ёнкан]). Она публикуется в японском ежемесячном журнале манги Comic Flapper. В The Red Spider Exorcist появляется новый главный герой по имени Акамуси, для изгнания демонов использующий силы гигантского паука, в частности, паутину.

## Список томов

### «Волшебная игла» (Taimashin)
| №  | В Японии            | В Японии                             | В России        | В России               |
| №  | Дата публикации     | ISBN                                 | Дата публикации | ISBN                   |
| -- | ------------------- | ------------------------------------ | --------------- | ---------------------- |
| 1  | 29 ноября 1995 г.   | ISBN 978-4796243575                  | сентябрь 2010   | ISBN 978-5-7525-2582-7 |
| 2  | 29 июня 1996 г.     | ISBN 978-4796243766                  |                 |                        |
| 3  | 17 декабря 1996 г.  | ISBN 978-4796244015                  |                 |                        |
| 4  | 29 мая 1997 г.      | ISBN 978-4796244169                  |                 |                        |
| 5  | 29 января 1998 г.   | ISBN 978-4796244329                  |                 |                        |
| 6  | 29 июня 1998 г.     | ISBN 978-4796244435                  |                 |                        |
| 7  | 29 января 1999 г.   | ISBN 978-4796244640 (Scholar)        |                 |                        |
| 8  | 29 июля 1999 г.     | ISBN 978-4789781336 (Sony Magazines) |                 |                        |
| 9  | 28 апреля 2000 г.   | ISBN 978-4789782500                  |                 |                        |
| 10 | 29 сентября 2000 г. | ISBN 978-4789783002                  |                 |                        |
| 11 | 28 апреля 2001 г.   | ISBN 978-4789783507                  |                 |                        |

### Taimashin Mashin
| № | Дата публикации    | ISBN                |
| - | ------------------ | ------------------- |
| 1 | 14 декабря 2001 г. | ISBN 978-4344800007 |
| 2 | 24 апреля 2002 г.  | ISBN 978-4344800557 |
| 3 | 24 октября 2002 г. | ISBN 978-4344801448 |
| 4 | 24 апреля 2003 г.  | ISBN 978-4344802292 |
| 5 | январь 2004 г.     | ISBN 9784344803602  |
| 6 | апрель 2004 г.     | ISBN 978-4344803992 |

### Taimashin: The Red Spider Exorcist
| № | Дата публикации    | ISBN                |
| - | ------------------ | ------------------- |
| 1 | 22 декабря 2006 г. | ISBN 978-4840116459 |
| 2 | 23 июля 2007 г.    | ISBN 978-4840119160 |
| 3 | 22 декабря 2007 г. | ISBN 978-4840119825 |
| 4 | 23 июня 2008 г.    | ISBN 978-4840122344 |
| 5 | 23 марта 2009 г.   | ISBN 978-4840125406 |
| 6 | 21 ноября 2009 г.  | ISBN 978-4840129367 |